# Ophioblennius steindachneri
Ophioblennius steindachneri е вид бодлоперка от семейство Blenniidae. Видът не е застрашен от изчезване.

## Разпространение и местообитание
Разпространен е в Гватемала, Еквадор (Галапагоски острови), Колумбия, Коста Рика, Мексико, Никарагуа, Панама, Перу, Салвадор и Хондурас.
Обитава крайбрежията и скалистите дъна на океани, морета, заливи и рифове в райони с тропически, умерен и субтропичен климат. Среща се на дълбочина от 0,3 до 110 m, при температура на водата от 14,9 до 27,7 °C и соленост 32,9 – 35 ‰.

## Описание
На дължина достигат до 18 cm.
Популацията на вида е стабилна.